# Svatá Anna (Horšovský Týn)
Svatá Anna je část města Horšovský Týn v okrese Domažlice v Plzeňském kraji. Nachází se jihozápadně od Horšovského Týna. Jsou zde evidovány čtyři adresy. V roce 2011 zde trvale žilo pět obyvatel.
Svatá Anna leží v katastrálním území Horšovský Týn o výměře 19,77 km².

## Historie
První písemná zmínka o vesnici pochází z roku 1696.

## Obyvatelstvo
| Rok            | 1869 | 1880 | 1890 | 1900 | 1910 | 1921 | 1930 | 1950 | 1961 | 1970 | 1980 | 1991 | 2001 | 2011 | 2021 |
| -------------- | ---- | ---- | ---- | ---- | ---- | ---- | ---- | ---- | ---- | ---- | ---- | ---- | ---- | ---- | ---- |
| Počet obyvatel | 0    | 0    | 0    | 21   | 17   | 16   | 19   | 7    | 7    | 7    | 8    | 6    | 6    | 5    | 2    |
| Počet domů     | 0    | 0    | 0    | 2    | 4    | 3    | 5    | 4    | 4    | 2    | 2    | 2    | 2    | 3    | 3    |

## Obecní správa
Při sčítání lidu v letech 1900–1920 Svatá Anna byla osadou města Horšovský Týn ve stejnojmenném okrese. V následujícím období byla osada úředně zrušena a jako část města Horšovský Týn byla obnovena roku 1960 v okrese Domažlice.

## Další fotografie

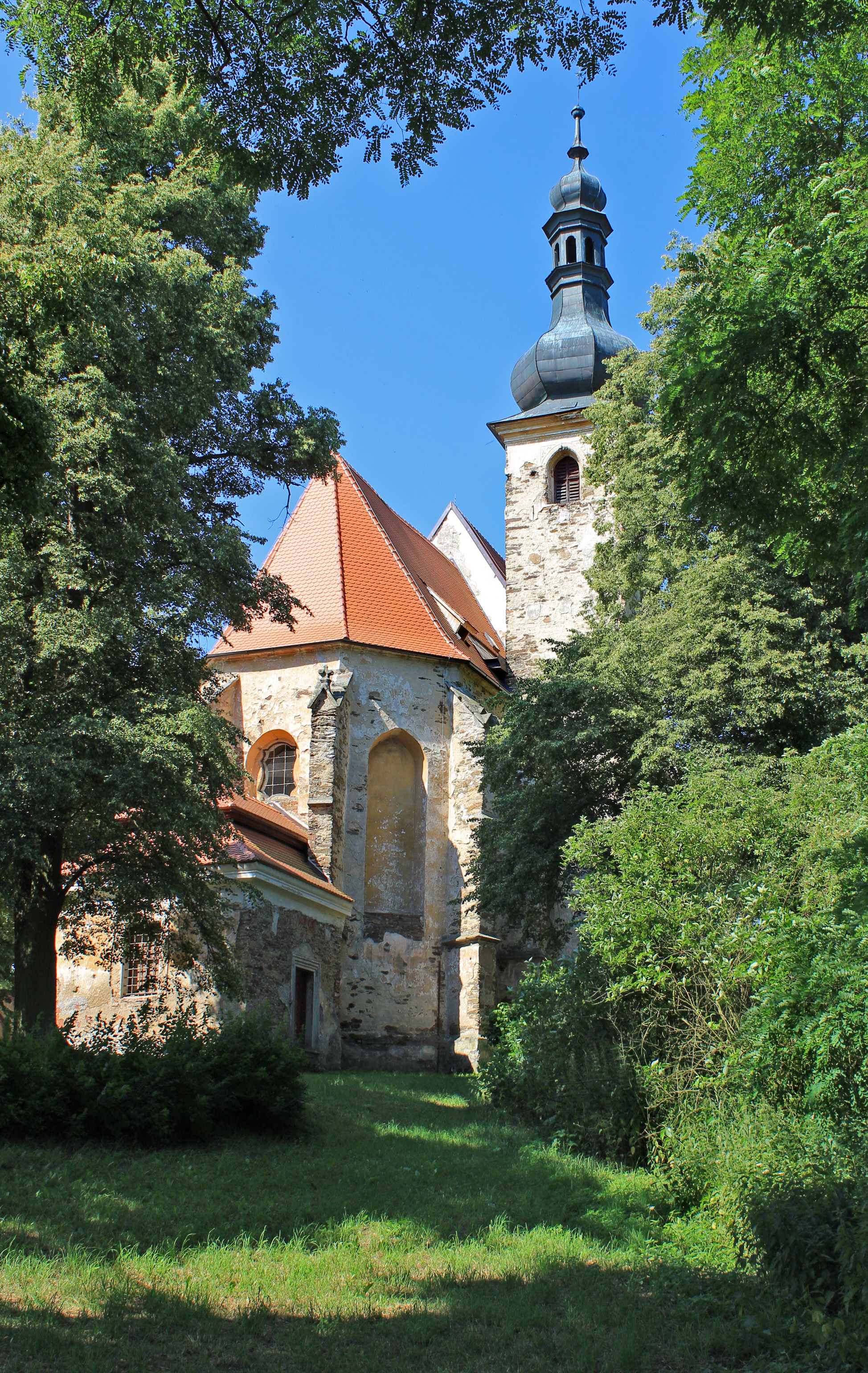
Kostel Svaté Anny
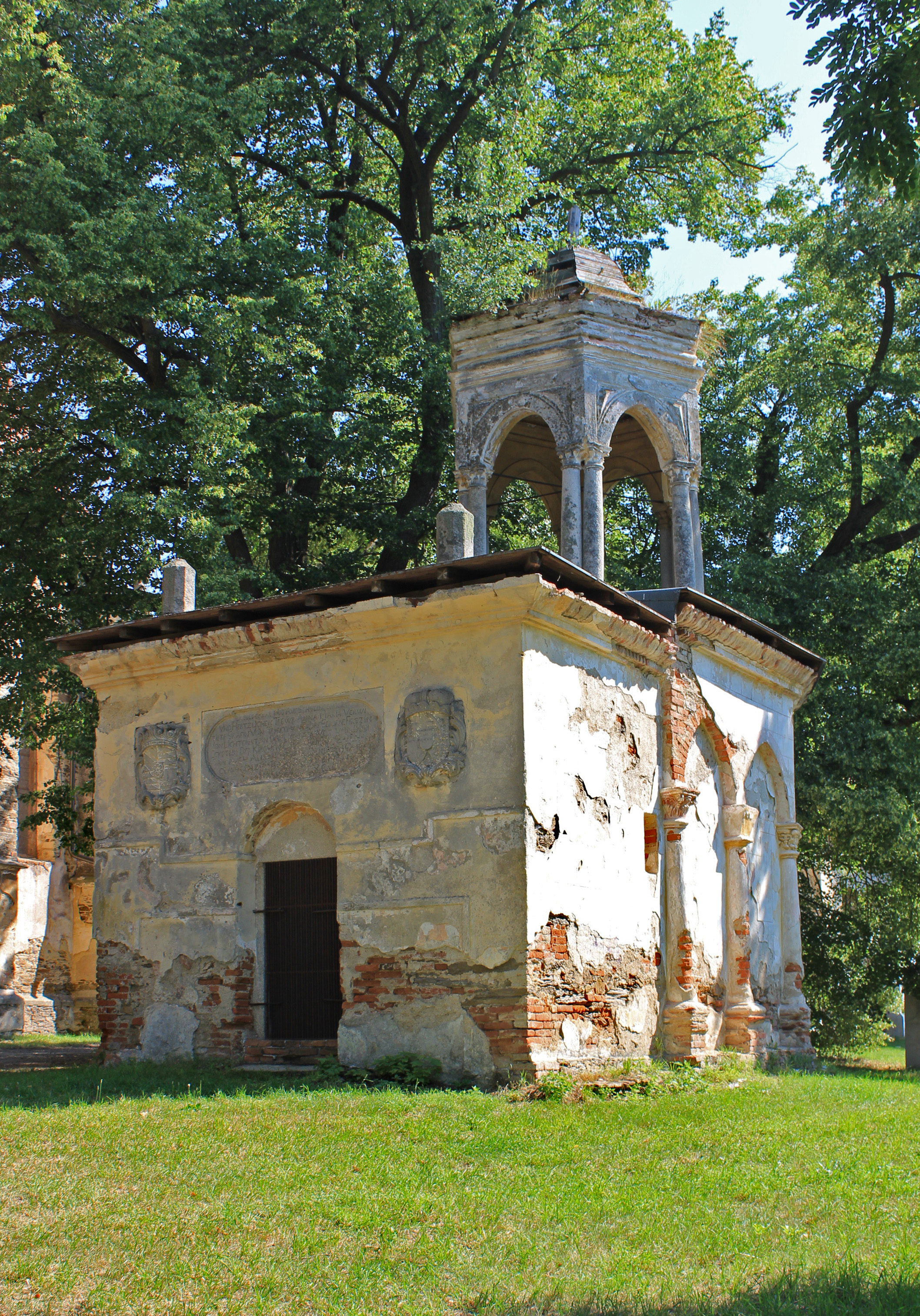
Kaple Božího hrobu u kostela
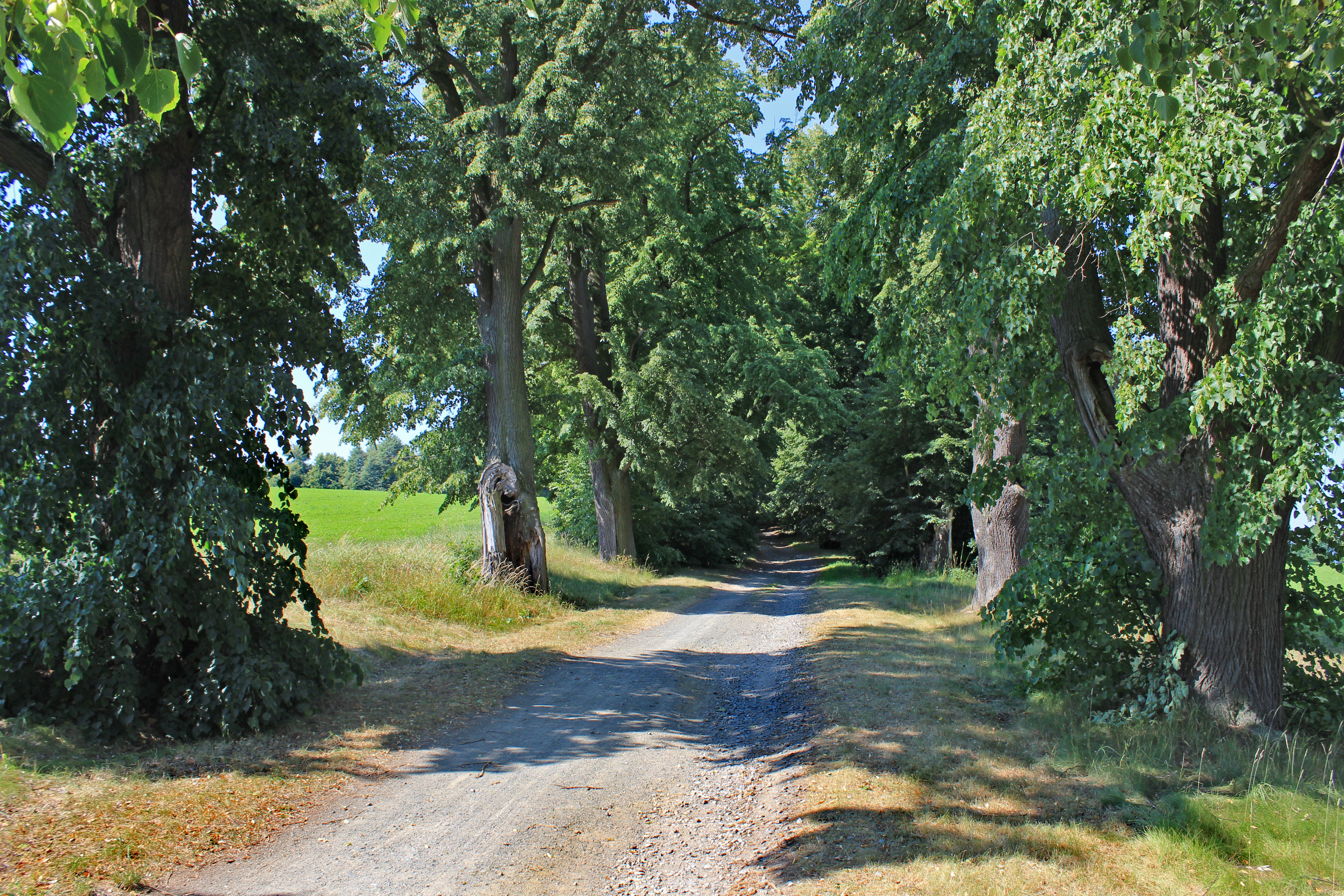
Lipová alej ke kostelu